# Liste der Sprachen im Sudan

Die verbreitetsten Vernakulärsprachen im Sudan

Dieser Artikel enthält eine Liste aller bekannten Sprachen im Sudan und Südsudan, neben den Amtssprachen Arabisch (im Sudan) und Englisch (Sudan und Südsudan), Verkehrssprachen sind Sudanesisch-Arabisch und Juba-Arabisch, zwei Dialekte des Arabischen. Angefügt ist noch eine nach Sprecherzahl geordnete Tabelle der Sprachen.

## Genealogische Liste
Die Liste zeigt die Verwandtschaftsverhältnisse der einzelnen Sprachen im Sudan und Südsudan auf. Ein „†“ kennzeichnet dabei heute nicht mehr gesprochene Sprachen, sogenannte Tote Sprachen.
| - Komuz-Sprachen - Gule †, Gumuz, Komo, Opuuo, Uduk - Maban - Masalit - Ostsudanische Sprachen - Nilotische Sprachen - Acholi, Anyua, Bari, Belanda Bor, Burun, Dinka (Nordost-Dinka, Nordwest-Dinka, Südwest-Dinka, Südzentral-Dinka, Südost-Dinka), Dongotono, Jumjum, Kakwa, Lango, Lokoya, Lopit, Luwo, Mabaan, Mandari, Nuer, Otuho, Päri, Reel, Shilluk, Thuri, Toposa - Zentral-Ostsudanische Sprachen - Nubische Sprachen - Birked †, Dair, Dilling, El Hugeirat, Ghulfan, Kadaru, Karko, Kenuzi-Dongola, Midob, Nobiin, Wali - Ost-Dschabal-Sprachen - Aka, Gaam, Kelo, Molo - Surmische Sprachen - Didinga, Kacipo-Balesi, Murle, Narim, Suri, Tennet - West-Ostsudanische Sprachen - Afitti, Ama, Baygo †, Dar-Fur-Daju, Dar-Sila-Daju, Logorik, Njalgulgule, Shatt, Sungor, Temein, Tese - Saharanische Sprachen - Ost-Saharanische Sprachen - Berti †, Zaghawa - West-Saharanische Sprachen - Zentral-Kanuri - Zentralsudanische Sprachen - Ost-Zentralsudanische Sprachen - Avokaya, Keliko, Ma'di, Moru, Olu'bo - West-Zentralsudanische Sprachen - Aja, Baka, Beli, Bongo, Gbaya, Gula, Jur Modo, Mittu †, Mo'da, Morokodo, Nyamusa-Molo, Sinyar, Yulu - Berta - Fur - Kanga - Katcha-Kadugli-Miri - Keiga - Krongo - Tulishi - Tumtum |  | - Kuschitische Sprachen - Nordkuschitische Sprachen - Bedscha - Semitische Sprachen - Arabische Sprache - Sudanesisch-Arabisch - Tschadisch-Arabisch - Tigré - Tschadische Sprachen - Hausa - Atlantische Sprachen - Adamaua-Fulfulde - Volta-Kongo-Sprachen - Azande, Bai, Mittleres Südbanda, Togbo-Vara-Banda, West-Zentralbanda, Banda-Banda, Banda-Mbrès, Banda-Ndélé, Belanda Viri, Boguru, Feroge, Homa †, Indri, Mangayat, Mündü, Ndogo, Togoyo † - Kordofanische Sprachen - Heiban - Heiban/Ebang, Ko, Koalib, Laro, Logol, Moro, Otoro, Schwai, Tira, Warnang - Katla - Tagoi - Talodi - Acheron, Dagik Lafofa, Lumun, Nding †, Ngile, Totscho, Torona † - Taqali - Tima - Tingal - Indoiranische Sprachen - Domari - Germanische Sprachen - Englisch - Arabisch-basierte Kreolsprachen - Juba-Arabisch - Nubi |

## Liste nach Sprecherzahl
Die nachfolgende Liste von Sprachen ist absteigend sortiert nach der Sprecherzahl im Sudan und Südsudan (Gesamtbevölkerung 2006: 41.236.400). Weil die Zensusjahre um Jahrzehnte voneinander abweichen, lassen sich die Zahlen nicht gut vergleichen.
| Sprache              | Sprecherzahl | Stand |
| -------------------- | ------------ | ----- |
| Sudanesisch-Arabisch | 15.000.000   | 1991  |
| Dinka                | 1.350.000    | 1982  |
| Bedscha              | 951.000      | 1982  |
| Nuer                 | 740.000      | 1982  |
| Fur                  | 500.000      | 1983  |
| Hausa                | 489.000      | 2001  |
| Südwest-Dinka        | 450.000      | 1982  |
| Bari                 | 420.000      | 2000  |
| Azande               | 350.000      | 1982  |
| Nordost-Dinka        | 320.000      | 1986  |
| Nobiin               | 295.000      | 1996  |
| Südost-Dinka         | 250.000      | 1982  |
| Südzentral-Dinka     | 250.000      | 1982  |
| Zentral-Kanuri       | 195.000      | 1993  |
| Kenuzi-Dongola       | 180.000      | 1996  |
| Schilluk             | 175.000      | 1982  |
| Masalit              | 173.810      | 2000  |
| Dar-Fur-Daju         | 143.053      | 2000  |
| Otuho                | 135.000      | 1977  |
| Mandari              | 115.997      | 2000  |
| Zaghawa              | 102.000      | 1982  |
| Didinga              | 100.000      | 2000  |
| Jur Modo             | 100.000      | 2004  |
| Toposa               | 100.000      | 2000  |

## Amtssprachen im Sudan
Die Verfassung der Republik Sudan regelt in § 8 zur Stellung der Sprachen:
(1) Alle einheimischen Sprachen des Sudan sind Nationalsprachen und sollen geachtet, entwickelt und gefördert werden.
(2) Arabisch ist eine weit verbreitete Sprache im Sudan.
(3) Arabisch als eine Hauptsprache auf Landesebene und Englisch sollen die amtlichen Arbeitssprachen der nationalen Regierung und die Unterrichtssprachen der höheren Bildung sein.
(4) Ergänzend zu Arabisch und Englisch kann die Gesetzgebung jeder subnationalen Regierungsebene jede andere Nationalsprache als zusätzliche amtliche Arbeitssprache auf dieser Ebene anerkennen.
(5) Die Verwendung von Arabisch oder Englisch soll auf keiner Regierungsebene oder Bildungsstufe eingeschränkt werden.